# Туминьш, Алоиз Язепович
Алоиз Язепович Туминьш (27 марта 1938, Рига, Латвия — 28 января 2009, там же) — советский боксёр, двукратный чемпион СССР, чемпион Европы (1961), заслуженный мастер спорта СССР.

## Спортивная карьера
Выступал за ДСО «Трудовые резервы», с 1962 года — за Вооружённые Силы. Тренер — заслуженный тренер СССР Альберт Фомич Лавринович. 
Мастер спорта СССР (1957). Выступал в первом полусреднем весе (до 63.5 кг). Чемпион Европы 1961 года, стал первым в истории латвийским боксёром завоевавшим этот титул. На турнире в югославском Белграде Туминьш получил специальный приз — самому техничному боксёру. Серебряный призёр чемпионата Европы 1963; шестикратный призёр первенств СССР — «золото» (1961,1963), «серебро» (1958,1959,1960), «бронза» (1963); 7-кратный чемпион Латвии, чемпион СКДА в 1962 году. 
Провёл 220 боев, одержав 200 побед.
Спортивную карьеру Алоиз Туминьш завершил в 1964 году в возрасте 25 лет. Работал в спортивных организациях Риги.